# Антоні Козубаль
Антоні Козубаль (пол. Antoni Kozubal, нар. 18 серпня 2004, Кросно, Польща) — польський футболіст, півзахисник клубу «Лех».
На правах оренди виступає за клуб «Катовіце».

## Ігрова кар'єра

### Клубна
Перші кроки у футболі Антоні Козубаль робив у своєму рідному місті Кросно. У 2017 році він переїхав до Познані, де приєднався до молодіжної команди місцевого клубу «Лех».
14 березня 2021 року Козубаль дебютував у першій команді і у віці 16 років 5 місяців і 24 дні став другим наймолодшим гравцем в історії клубу. В подальшому  для набору ігрової практики футболіст був відправлений в оренду. З січня 2022 року до кінця сезону футболіст виступав у складі «Гурника» з Пулковіце у Першій лізі. Через рік - взимку 2023 року Козубаль відправився в оренду у клуб Другого дивізіону «Катовіце».

### Збірна
Антоні Козубаль виступав за юнацькі збірні Польщі різних вікових категорій.

## Титули
Лех
 Чемпіон Польщі: 2021/22, 2024/25